# Annette Kaiser
Annette Kaiser (* 1948 in Zürich) ist eine Sufi-Lehrerin der Naqschbandiyya-Mudschaddidiyya-Sufi-Linie, einer Linie der Naqschbandi-Tariqa, spirituelle Leiterin der Villa Unspunnen in der Schweiz und der Windschnur in Deutschland, Begründerin des Integralen Übungsweges DO, Gründerin der T'ai Ji DO-Schule, Autorin von Büchern zu den Themen Sufismus, T'ai Ji (Taiji) und Qigong.

## Leben
Annette Kaiser ist verheiratet, hat zwei erwachsene Kinder und unterrichtet in Deutschland, der Schweiz und Österreich. Nach einem Studium der Volkswirtschaft arbeitete sie längere Zeit in der Entwicklungszusammenarbeit und engagierte sich in der „Frauenfrage“. Gleichzeitig begann sie eine Ausbildung in T'ai Ji und Qigong und gründete die T'ai Ji DO-Schule zur Ausbildung von Lehrerinnen und Lehrern.
17 Jahre lang war Annette Kaiser Schülerin der englisch-russischen Sufilehrerin Irina Tweedie. Seit 1991 lehrt sie selbst den Weg des stillen Herzensgebets und der spirituellen Traumarbeit. 1998 wurde sie von Frau Tweedie autorisiert, den Sufipfad der Naqshbandiyya Mujaddidiyya-Linie weiterzuführen und Menschen auf diesem Pfad zu begleiten. Dieser wurde von ihr in die heutige Zeit transformiert.
Ihr besonderes Anliegen ist eine transkonfessionelle beziehungsweise integrale Spiritualität, worunter sie ein offenes, waches „Da-Sein“ als natürlichen Ausdruck einer integralen Lebensweise versteht. Das 21. Jahrhundert sieht Annette Kaiser als eine Aufforderung an den Menschen, sich als Teil des Ganzen zu verstehen und in kollektiver Weisheit schöpferisch zu werden.

## Veröffentlichungen von Annette Kaiser

### Bücher
- Freiheit, ein einziger Aufschrei nur: Über die indische Mystikerin Lallaji. Berlin (Theseus) 2011, ISBN 978-3-89901-464-8 (Dem Buch ist eine Audio-CD beigelegt, auf der Annette Kaiser die Gedichte von Lallaji liest.)
- Erwachende Seele: Die zwölf Phasen des Gebets. Unter Mitarbeit von Ursula Richard. München (Kösel) 2010, ISBN 978-3-466-36888-4
- Im Kreis der Liebe leben: Mut zum wahren Mensch-Sein. Grafing (Aquamarin) 2008,  ISBN 978-3-89427-463-4
- Manifest der Liebe. Meditationen und Kontemplationen. Berlin (Theseus) 2006, ISBN 3-89620-289-8
- Jenseits aller Pfade. Visionen einer neuen Spiritualität. Berlin (Theseus) 2004, ISBN 3-89620-238-3
- Der Weg hat keinen Namen. Leben und Vision einer Sufi-Lehrerin. Berlin (Theseus) 2002, ISBN 3-89620-180-8
- T'ai Ji und die Weisheit des Herzens. Seeon (Falk) 1998, ISBN 3-89568-040-0
- T'ai Ji – verbunden mit Himmel und Erde. Seeon (Falk) 1990, ISBN 3-924161-46-1

### Vorträge
- Eine Liste der Tonbandaufnahmen der zahlreichen Vorträge von Annette Kaiser und ihrer Lehrerin Irina Tweedie ist unter folgenden Links zu finden: www.villaunspunnen.ch und http://www.sonnenweb.com/
- Tod und Sterben – ein Geschmack der Ewigkeit. Eine Dokumentation der Veranstaltung 'Medizin und Spiritualität' auf der Fraueninsel im Chiemsee/Oberbayern vom 11.-13. April 2003. Herausgegeben von Klaus-Dieter Platsch. Mit Beiträgen von Klaus-Dieter Platsch, Bernard Jakoby, Willigis Jäger und Annette Kaiser. (ISBN 3-00-012757-7)

### Interviews/Zeitschriftenartikel
- "Liebe ist das Herz der Existenz" weiß die Sufilehrerin Annette Kaiser. In: Connection 11/05 – Der Erlöser
- Die Stille. Beschreibung einer Begegnung mit der Sufi-Meisterin Annette Kaiser. Aufgezeichnet von Sylvia Knafl. In: Ursache und Wirkung. Buddhistische Aspekte 4/2005, Heft 51 – Die Kraft der Stille
- Ein Weg, bewusst Mensch zu werden. Interview mit der Mystikerin Annette Kaiser. Von Rosi Stolz am 7. September 2004. In: Lizzynet
- MP3-Interview mit Annette Kaiser auf Radio Multikulti Berlin vom April 2004. Kostenloser Download unter www.sonnenweb.com
- Die größte Liebesgeschichte der Welt. Die Sufilehrerin Annette Kaiser lehrt den universellen Weg zu unserer Essenz, die Liebe, Licht und Stille ist. Interview von Doris Iding. In: Connection März/April 2004. Veröffentlicht im Internet in: Ganzheitliches Magazin www.esoportal.de
- Liebe ist die größte Kraft im Universum. Interview mit Annette Kaiser. Von Ulrike Porep. In: advaitaJournal. Vol. 8, Frühjahr/Sommer 2003. Auszug abgedruckt unter: www.advaitamedia.de
- Globales Bewusstsein. Interview mit Annette Kaiser. Von Werner Binder. In: Schriftenreihe "Globales Bewusstsein – Humane Globalisierung". Zürich (Sebil) 2003
- Leben aus dem So-Sein. Im Gespräch mit der Sufi-Lehrerin Annette Kaiser. Interview von Doris Iding. In: Yoga Aktuell – Heft 20 N° 3/2003.